# Quetzal Edzná
Quetzal Edzná är en ort i Mexiko.   Den ligger i kommunen Campeche och delstaten Campeche, i den östra delen av landet, 900 km öster om huvudstaden Mexico City. Quetzal Edzná ligger 123 meter över havet och antalet invånare är 813.
Terrängen runt Quetzal Edzná är platt. Runt Quetzal Edzná är det ganska glesbefolkat, med 42 invånare per kvadratkilometer. Närmaste större samhälle är Los Laureles, 12,0 km öster om Quetzal Edzná. I omgivningarna runt Quetzal Edzná växer i huvudsak lövfällande lövskog.